# Black Sunday (roman)
Pour les articles homonymes, voir Black Sunday (homonymie).
Black Sunday (titre original : Black Sunday) est le premier roman de Thomas Harris paru en 1975 . Il s'agit d'un roman à suspense tournant autour d'une machination montée par des terroristes et les efforts des autorités pour déjouer leurs plans. L'auteur s'est inspiré de la crise qui a eu lieu après les Jeux olympiques de 1972, à Munich, où un groupe de terroristes palestiniens avait pris des athlètes israéliens en otage avant de les tuer.
Ce roman a un succès modéré jusqu'à l'adaptation au cinéma . Le film réalisé en 1977 relance l'intérêt pour le roman qui est l'un des deux seuls livres de Thomas Harris à ne pas parler du tueur en série Hannibal Lecter . 

## Résumé
Un groupe de terroristes projette de commettre un attentat durant le Super Bowl à La Nouvelle-Orléans en présence de 85 000 spectateurs. Michael Lander, le pilote du dirigeable Aldrich, traumatisé par des années de torture en tant que prisonnier au Vietnam, une Cour martiale peu compréhensive à son retour et l'échec de son mariage, a pour mission de survoler le stade et de retransmettre les images du Superbowl pour la télévision. Décidé à se suicider et à entraîner avec lui le plus de monde possible, il se lie avec Dahlia Iyad, membre du groupe terroriste palestinien nommé Septembre noir afin de préparer une attaque-suicide en utilisant une bombe faite de plastique et de fléchettes en acier cachée dans la partie inférieure du dirigeable. L'explosion est prévue au moment où celui-ci survole le Tulane Stadium pendant le match opposant les Dolphins de Miami aux Redskins de Washington. Dahlia et l'organisation Septembre noir, tentent, par cet attentat, d'éveiller la conscience du peuple américain et d'attirer son attention, et celle du monde entier, sur la détresse des Palestiniens.
Les services secrets américains et israéliens, dirigés par l'agent du Mossad, David Kabakov et l'agent du FBI, Sam Corley, travaillent de concert pour éviter la catastrophe. Ils parviennent ainsi à retracer l'entrée des explosifs sur le sol américain et à suivre les déplacements de Dahlia Iyad.
Dans une conclusion spectaculaire, le zeppelin porteur de la bombe est chassé par des hélicoptères hors de la zone à risque et du stade bourré de monde.

## Adaptation cinématographique
Black Sunday est une adaptation au cinéma en 1977 du réalisateur John Frankenheimer avec les acteurs Robert Shaw, Bruce Dern et Marthe Keller dans les rôles principaux.